# Luperocella
Luperocella là một chi bọ cánh cứng trong họ Chrysomelidae.
Chi này được miêu tả khoa học năm 1900 bởi Jacoby.

## Các loài
Các loài trong chi này gồm:
- Luperocella albopilosa (Jacoby, 1892)
- Luperocella hirsuta Jacoby, 1900
- Luperocella melancholica (Jacoby, 1889)
- Luperocella submetallescens (Baly, 1879)